# Centralino

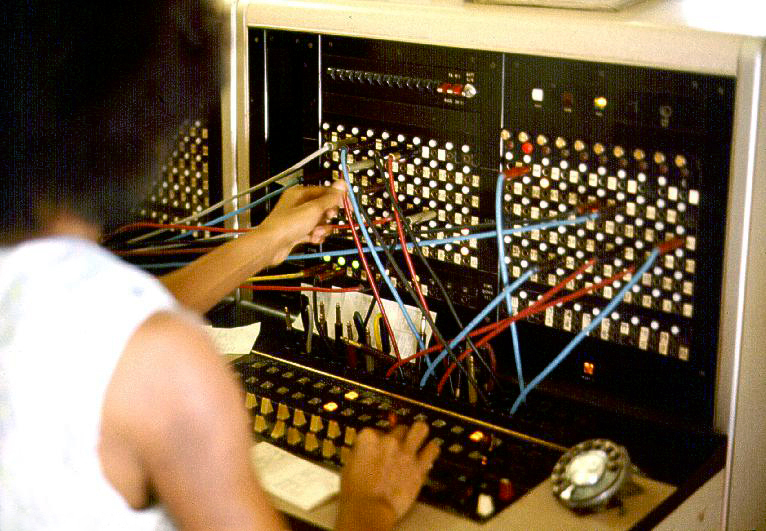
Centralino telefonico e operatrice (1975)

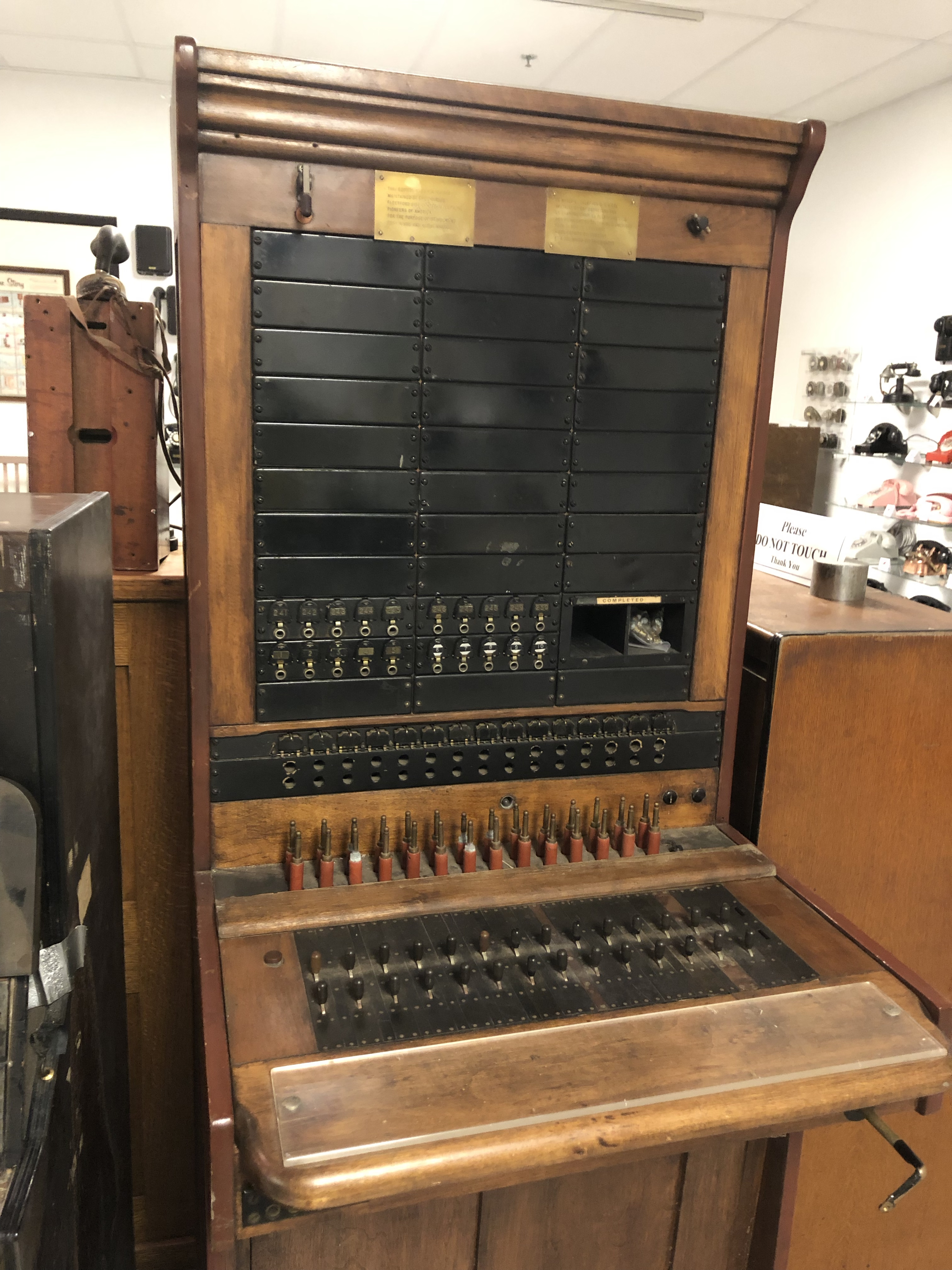
Un antico centralino telefonico (Telephone Museum, Waltham, Massachusetts, USA).

Con centralino, nella telefonia, si identifica una risorsa necessaria per mettere in comunicazione per telefono due interlocutori remoti.

## Storia
Diffuso a partire dagli anni 1950, successivamente divenne sinonimo di "centralina telefonica". In alcune installazioni di impianti telefonici degli anni '80 e '90, questa parola è sinonimo di "Posto Operatore".